# جرج ماتچ
جرج ماتچ (انگلیسی: George Mutch؛ ۲۱ سپتامبر ۱۹۱۲ – ۳۰ مارس ۲۰۰۱) یک بازیکن فوتبال اهل بریتانیا بود.
از باشگاه‌هایی که در آن بازی کرده‌است می‌توان به باشگاه فوتبال پرستون نورث اند، باشگاه فوتبال منچستر یونایتد، باشگاه فوتبال بری، و باشگاه فوتبال ساوتپورت اشاره کرد.